# Die Generation Ottilie
Die Generation Ottilie ist ein biografisches Musical über Ottilie von Faber-Castell, das am Originalschauplatz im Schloss Faber-Castell in Stein gespielt wird. Es ist eine Produktion des ACT Center Nürnberg (Akademie für Musical) mit Unterstützung der Faber-Castell Event GmbH. Die Uraufführung fand am 23. November 2018 statt.

## Team
Die Musik stammt von Matthias Lange (Komponist und musikalischer Leiter u. a. der Burgfestspiele Cadolzburg) und das Buch von Rebecca Brinkmann (Absolventin des ACT Center Nürnberg). Regie führte Philipp Bissinger-Strieffler. Die Choreografin ist Susa Riesinger. Für die Produktionsleitung und die Kostümausstattung zeichnete die Schulleiterin des ACT Center Nürnberg Luna Mittig verantwortlich.

## Inhalt
Das Musical erzählt die Geschichte der Bleistiftfabrik A.W. Faber-Castell, beginnend bei Lothar Faber. Ganz zentral geht es um seine Enkelin Ottilie von Faber-Castell. Durch die Heirat der jungen Ottilie mit Alexander von Castell-Rüdenhausen beginnt ein neues Kapitel in der Familiengeschichte. Der Handlungsstrang wird durch ein Interview zwischen den Figuren Klara Röder und einem Reporter geführt. Die frühere Castellanin gab verschiedene Interviews, die als Basis für das Libretto fungierten. Das Stück ist in enger Zusammenarbeit mit dem Archiv von Faber-Castell entstanden.
| Titel                | Die Generation Ottilie - eine Musical-ische Biografie |
| Musik                | Matthias Lange                                        |
| Libretto             | Rebecca Brinkmann                                     |
| Regie                | Philipp Bissinger-Strieffler                          |
| Choreografie         | Susa Riesinger                                        |
| Produktionsleitung   | Luna Mittig                                           |
| Uraufführung         | 23. November 2018                                     |
| Ort der Aufführungen | Schloss Faber-Castell in Stein                        |

| Klara Röder                  |
| Reporter                     |
| Lothar von Faber             |
| Bertha von Faber             |
| Ottilie von Faber-Castell    |
| Alexander von Faber-Castell  |
| Roland von Faber-Castell     |
| Elisabeth von Faber-Castell  |
| Mariella von Faber-Castell   |
| Irmgard von Faber-Castell    |
| Emma von Castell-Rüdenhausen |
| Philipp von Brand            |
| Diana von Brand              |
| Theodor von Kramer           |
| Bruno Paul                   |
| Direktor Meusel              |
| Käthchen Meusel              |